# Neurofunk
Neurofunk er en undergenre af drum and bass, som opstod i mellem årene 1997 og 1998. Genren blev etableret af producere af lignende Ed Rush, Optical og Matrix. Neurofunk, lignende med techstep, indeholder elementer fra funk-musik med en tungere og mørkere lyd. Neurofunk er også velkendt for dets barske baslinje-stik, intense backbeats og mørke ambiente produktion. Indflydelser fra techno, jazz og house kan blive hørt hele vejen igennem neurofunk-genren.